# Näsby, Vetlanda kommun
Näsby är kyrkbyn i Näsby socken i Vetlanda kommun i Jönköpings län.
I orten ligger Näsby kyrka.